# The Bang Bang Club (film)
Pour les articles homonymes, voir Bang-Bang Club (homonymie).
Pour plus de détails, voir Fiche technique et Distribution.
The Bang Bang Club ou Le Bang Bang Club au Québec est un drame de guerre biographique canado-sud-africano-allemand écrit et réalisé par Steven Silver et sorti le 6 mai 2011. Comme son nom l'indique, le film a pour thème le Bang-Bang Club.

## Synopsis
Dans les années 1990, la vie de quatre photojournalistes sud-africains dans les townships durant l'Apartheid. Ils s'appellent le Bang-Bang Club.

## Distribution
- Ryan Phillippe (VQ : Martin Watier) : Greg Marinovich
- Malin Åkerman (VQ : Camille Cyr-Desmarais) : Robin Comley
- Taylor Kitsch (VQ : Alexandre Fortin) : Kevin Carter
- Frank Rautenbach (VQ : Louis-Philippe Dandenault) : Ken Oosterbroek
- Neels Van Jaarsveld (VQ : Claude Gagnon) : João Silva
- Russel Savadier (VQ : Denis Mercier) : Ronald Graham

## Fiche technique
|                                                                                       |  |  |
| Les acteurs Taylor Kitsch et Malin Akerman à la première au Festival de Tribeca 2011. |  |  |

- Titre original : The Bang Bang Club
- Titre français : The Bang Bang Club
- Titre québécois :
- Réalisation : Steven Silver d'après The Bang-Bang Club Snapshots from a Hidden War de Greg Marinovich et João Silva
- Scénario : Steven Silver
- Direction artistique : Emilia Roux
- Photographie : Miroslaw Baszak
- Montage : Ronald Sanders, Tad Seaborn
- Musique : Philip Miller
- Production : Adam Friedlander, Daniel Iron, Lance Samuels : producteurs
- Société(s) de production : Foundry Films, Harold Greenberg Fund, Instinctive Film, Out of Africa Entertainment : sociétés de production
- Société(s) de distribution : E1 Entertainment : Société de distribution
- Pays d’origine :  Canada/ Afrique du Sud/ Allemagne
- Langue : anglais
- Format : Couleurs - 35mm - 2.35:1 -  Son Dolby numérique
- Genre : Film dramatique, Film de guerre, Film  biographique
- Durée :  106 minutes

- Dates de sortie : 
  -  Canada 15 septembre 2010 (Festival international du film de Toronto)
  -  Canada 6 mai 2011

## Réception critique
The Bang Bang Club reçoit en majorité des critiques moyennes. L'agrégateur Rotten Tomatoes rapporte que 40 % des 42 critiques ont donné un avis positif sur le film, avec une moyenne passable de 5,8/10 . L'agrégateur Metacritic donne une note de 48 sur 100 indiquant des « critiques mitigées » .

## Récompenses et distinctions
Récompenses
- 2011 : pour Steven Silver

Nominations